# 増槽
増槽（ぞうそう）は、兵器外部に取り付けられる追加の燃料タンクのこと。内蔵燃料では不十分な、長期・長距離作戦を遂行するために装備される。増加燃料タンク（ぞうかねんりょうタンク）、増設燃料タンク（ぞうせつねんりょうタンク）とも。軍用機の翼下・機体下・機体側面、軍用車の側面・後面などに取り付けられる。
大日本帝国陸軍の航空部隊（陸軍航空部隊）では落下タンク（らっかタンク）と称した。

## 軍用機の増槽

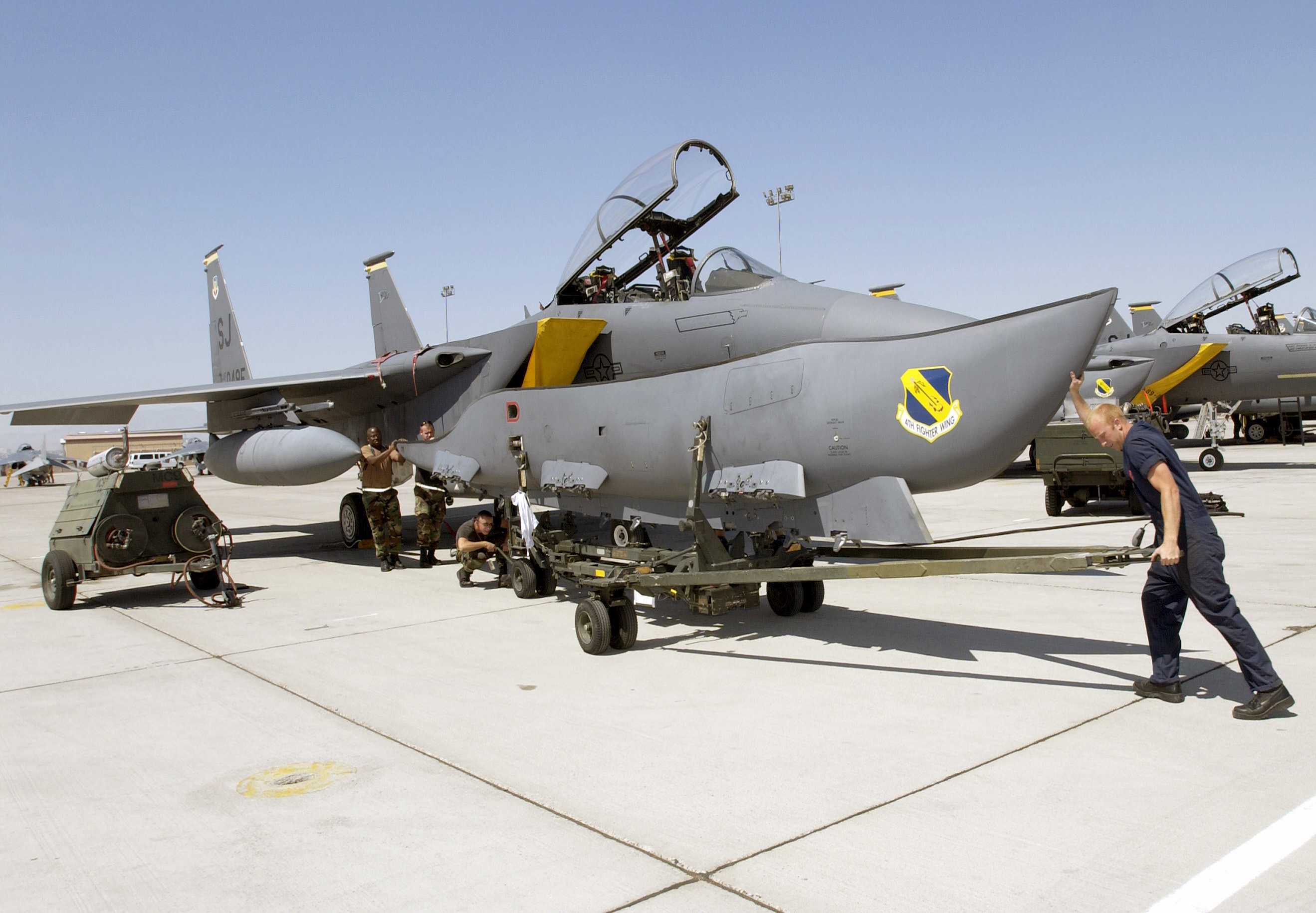
F-15Eから取り外されたコンフォーマル・フューエル・タンク

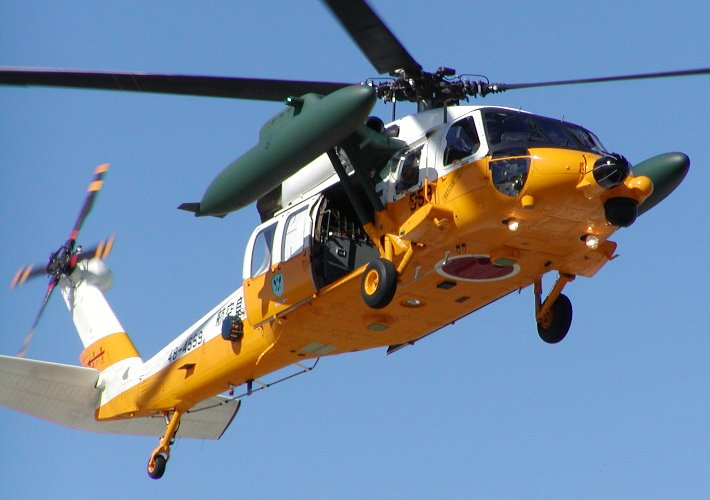
機体両脇に増槽を装備したUH-60J

軍用機に用いられる増槽には、ドロップタンク（drop tank, 落下型増槽）とコンフォーマル・フューエル・タンク（conformal fuel tank, CFT, 密着型増槽）があり、初期のジェット戦闘機やジェット練習機などには、翼端増槽（tip tank）が用いられていた。他には、主フロート内部に増槽を設けた二式水上戦闘機や、主翼下に固定式増槽を備えたC-130などもある。
現代、外部搭載品を前提に設計された軍用機の大部分はあらかじめ基本装備に増槽を含んでいる。加えて増槽は大きな容積を持っていることから、機体改修や風洞試験を要さず手っ取り早く大型の装備品を追加する手段として、増槽を模したあるいはそのものを筐体に流用することがある。代表的なものがドローグホース、ポンプ、巻取機を追加しタンク内の燃料を他機体へ供給する空中給油ポッド。他にも各種カメラ、センサー等を内蔵する偵察ポッド。大気中の核爆発の証跡を探るための集塵ポッド。変わったところでは核爆弾と増槽を一体化したB-58ハスラーのミッションポッド、主に搭乗者のための貨物用トラベルポッド等がある。

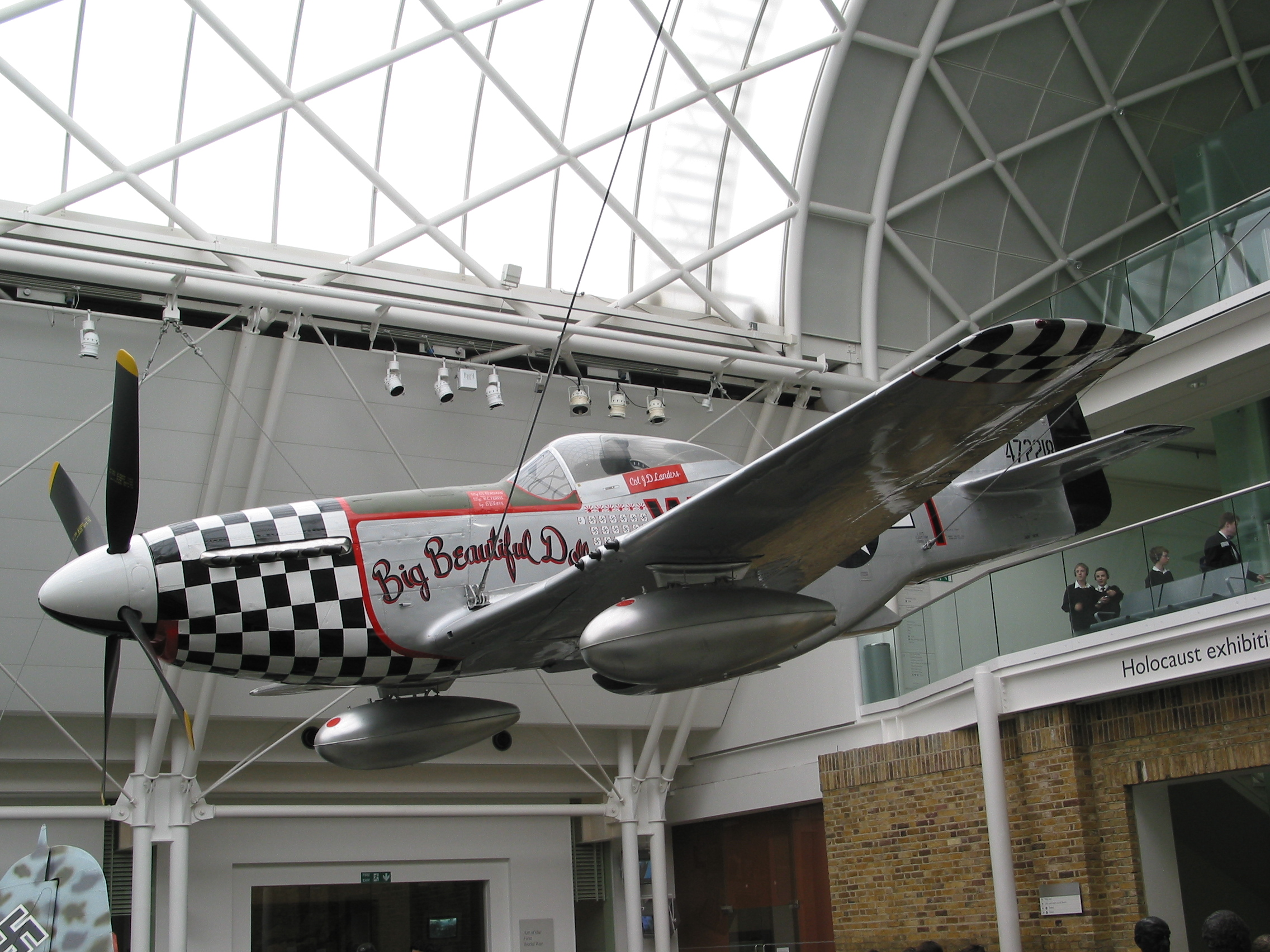
翼下のハードポイントにドロップタンクを搭載したP-51

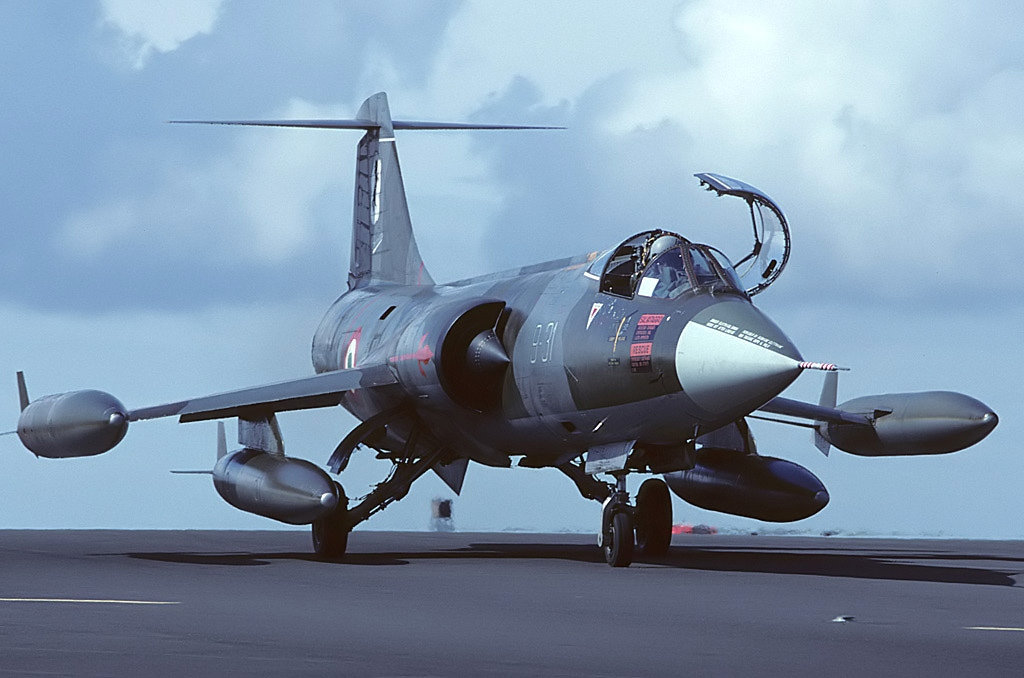
主翼下のハードポイントにドロップタンク、主翼の翼端にチップタンクを搭載したF-104S

ドロップタンク
ハードポイントに取り付けられ、飛行中に切り離し可能な増槽。普通は両端が尖った円柱形状あるいは紡錘形をしており、一見したところ爆弾かミサイルのようにも見える。それ自体の飛翔を目的としないので、ほとんどの物は安定板を持たないが、投下時に機体にぶつからないように安定させるために付けられたものもある。1923年に考案され、初期の製品がスペイン内戦で使われ始めた。その後堀越二郎の考案により日本の九六式艦上戦闘機で採用されたものを皮切りに第二次世界大戦ごろから各国で使用される様になった。この時期は機関銃・機関砲によるドッグファイトの機会が多かったため、空気抵抗と重量の低減や弾着による引火爆発防止のため、残量にかかわらず会敵時に投棄されることが多かった。そのため、飛行時には先にドロップタンクの燃料から消費し、機内タンクの燃料を温存した。
ドロップタンクを海上に投棄した場合の回収は容易ではないが、イギリス、ドイツ、フィンランドなどは、主に戦略物資であるアルミニウム合金の節約を目的として、陸上で投棄された増槽を回収していたという事例もある（ドイツの場合、発見した民間人に対し「礼金を出すので届けよ」と、回収を促す注意書きが増槽に貼ってあったほどである）。反対に、イギリス駐留のアメリカ第8航空軍では、敵に資源として回収されないように紙で作られ、燃料注入後一定時間経過すると使用不能になるタンクも使用された。第二次大戦時の日本軍でも竹製の枠組みに紙を貼ったり、ベニヤ板を曲げ加工し、防水処理したドロップタンクも使われたが、これは回収されないようにと言うより、自国の資源不足が原因であった。
大戦後の戦闘機は大型化にともなって増槽も大容量化しており、自衛隊も運用するF-15やF-2（F-16と同等品）で容量2000リットル超にもなり、空のタンクであっても高高度から落着すれば相応の被害をもたらしうるため、緊急時を除き空中投棄しないのが一般的になっている。
また、スペースシャトルの巨大な外部燃料タンクも、一種のドロップタンクであると言える。
コンフォーマル・フューエル・タンク
機体側面や上部に密着するように装備される増槽のこと。飛行中の切り離しはできないが、ドロップタンクに比べ空気抵抗が小さいため燃費に優れ、ハードポイントを要しないのでより多くの兵装を搭載できるという有利な面がある。F-15Eでは標準装備されている。F-16 ブロック60と（ポーランド空軍が採用している）ブロック52+も採用している。ほかには、サーブ 39 グリペン・ラファール・タイフーンでも利用が検討されている。
翼端増槽（チップタンク）
左右翼端に取り付けられた増槽。取り外し不可能な固定式と、駐機中に限り取り外し可能（飛行中の切り離しは不可能）な半固定式がある。翼端に重量物を装着することは一見強度的に負荷が大きく思えるが、実際には飛行中の航空機は機体の重量を主翼で持ち上げるため、片持ちになる主翼がクリーン状態よりもチップタンクで翼の両端に重量物が付く方が強度的に有利である。ただし重量物を左右に振り分けるため、同重量を機体中心軸近くに搭載するよりもロールレートが低くなり機動性への悪影響は大きい。主に、初期のジェット戦闘機に用いられたが、戦闘任務を考慮しない練習機およびCOIN機では現在でも用いられている。採用した機種はP-80、T-33、F9F、F-5A/B、F-104、L-39、A-37、SF-260など。
後方乱気流や視界の関係で密集編隊が組みにくくなるため曲技飛行の際は取り外す場合がある（例：フレッチェ・トリコローリのMB-339PAN）。
ヘリコプター用
一部の機種は、パイロンに増槽を取り付けることができる。従来の機内に燃料タンクを増設する方式と比べて機内スペースを犠牲にすることなく航続距離・飛行時間を伸ばせるというメリットがある。UH-60・CH-53・AH-64・OH-1などで採用されている。一般に中身が空になっても平時は切り離さずに帰投する。
なお、固定翼機の主翼の内部空間が無く、速度的に空気抵抗もあまり大きな問題とならないヘリコプターの場合は主燃料タンクがMi-8のように外装型ないしCH-47のようにコンフォーマルタンクである場合がある。

## 軍用車両の増槽

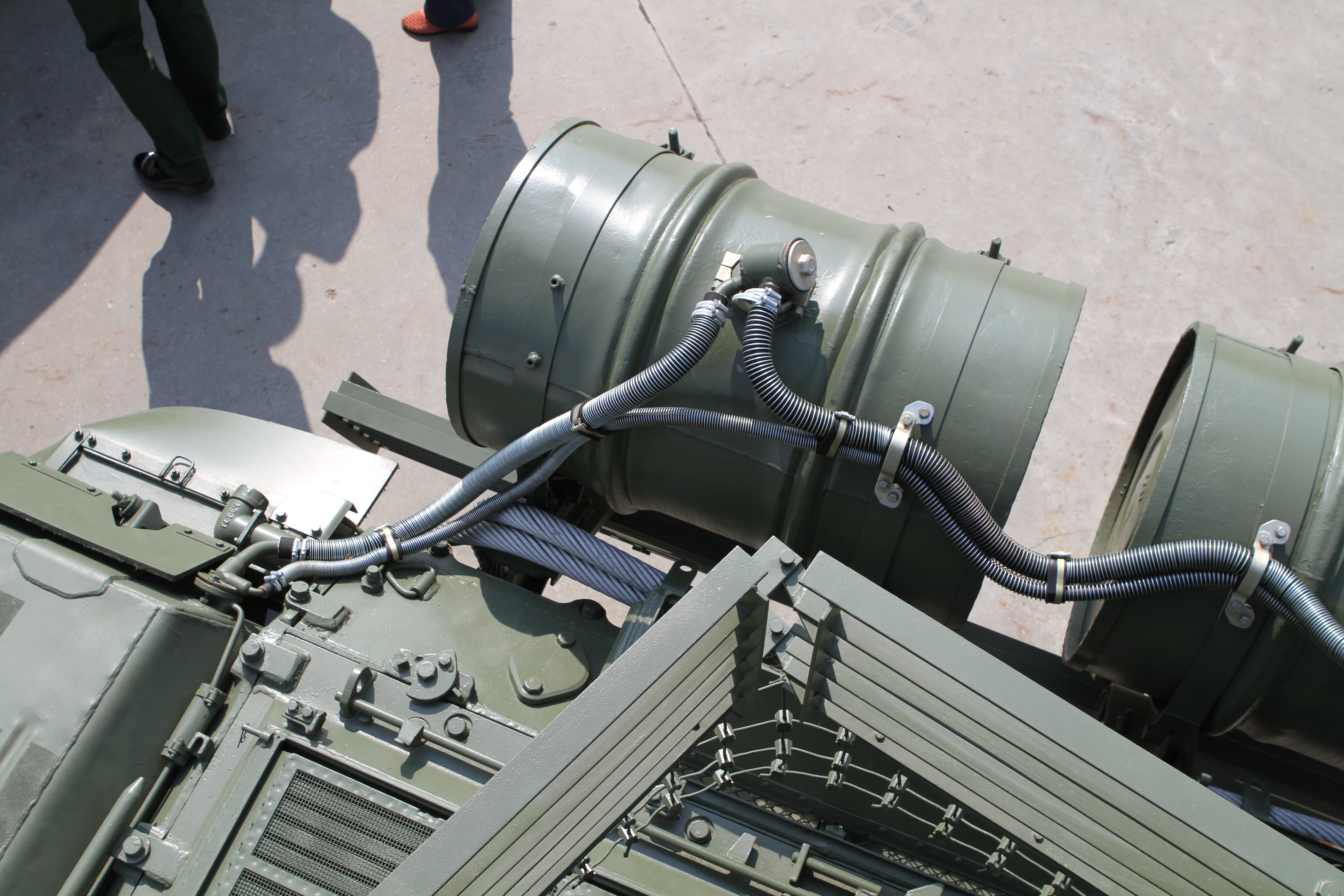
T-90の増槽

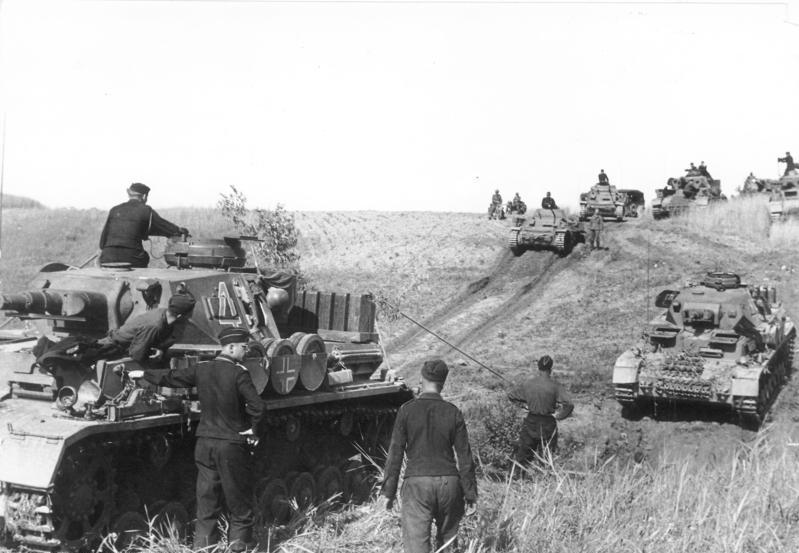
車体の後部にジェリカンを数個積載するIV号戦車

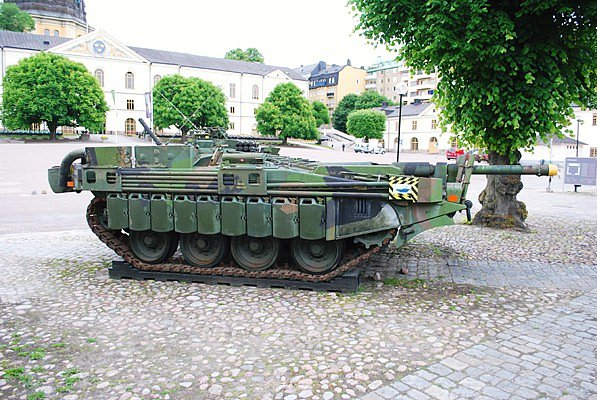
増槽兼用のサイドスカートを装備した、スウェーデンのStrv.103C型

戦車や自走砲、装甲車のような軍用車両にも増槽が取り付けられることもある。
戦車の燃料は、引火点の高いディーゼル燃料であっても榴弾の爆発の高温で着火し、装備位置によっては車体全体が延焼して危険であるため、非常時や戦闘時のために車内から操作して投棄可能なものが多い。戦後のソ連軍戦車の場合、右側フェンダー上などにも露出した固定式の燃料タンクが搭載された物が多いが、中東戦争ではこれらに着火してしまうケースが実際に多かった。通常、外装式のタンクが着火しても、車体外側が延焼するだけであり爆発はしない。しかし一方で大量に燃料が残っている状態などで引火すると消火が困難でそのまま戦車が全焼した事例も多々ある。
戦闘前には外されるが、奇襲され補助燃料タンクが引火しても車内から操作して投棄することで車体への延焼を防ぐことが可能。
また、第二次世界大戦直前に燃料補給の利便化のためにジェリカンが発明され、こうした容器を補助タンク代わりに車体外部に大量に搭載している例も見られた。
歩兵用の携行型対戦車兵器に多く用いられている成形炸薬弾（HEAT弾）への防御効果を期待して、引火の危険を考慮した上で外部燃料タンクを「装甲」の一種として配置した設計の例もある。